# 守印
守印（しゅいん、延暦2年（783年） - 承和10年12月29日（844年1月22日））は平安時代初期の元興寺の僧。伝灯大法師。和泉国の人。俗姓は土師氏。

## 人物
勝虞の門徒で、延暦14年（795年）、年分度者として具足戒を受ける。聡敏で、経を一度聞けば、諳んじて忘れず、暫し見るだけで記しても脱字がなかった。法相宗と倶舎論を深く学び、論議で敵う者は希だった。
鼻がよく利き、留守中に来客があり、童子が客から貰った食事を食べた事を嗅ぎ取ったという。
『続日本後紀』は守印が朝廷で講じずに死んだことを惜しんでいる。倉本一宏は守印が僧綱に就けなかったことについて、「才能が出世の妨げ」になったと推測している。

## 伝記
- 『続日本後紀』卒伝
- 虎関師錬『元亨釈書』巻3
- 卍元師蛮『本朝高僧伝』巻5